# Кунле Одунламі
Кунле Одунламі (англ. Kunle Odunlami, нар. 5 березня 1990) — нігерійський футболіст, захисник клубу «Саншайн Старз» та національної збірної Нігерії.

## Клубна кар'єра
У дорослому футболі дебютував виступами за команду клубу «Ферст Бенк». 2012 року перейшов до «Саншайн Старз», кольори якого захищає й донині.

## Виступи за збірну
2013 року дебютував в офіційних матчах у складі національної збірної Нігерії. Наразі провів у формі головної команди країни 9 матчів.